# Olle Hallberg
Olle Hallberg (egentligen Olof), född 13 juli 1903 i Brunflo församling, död 31 januari 1996 i Östersund, var en svensk friidrottare som tävlade i längdhopp. Han tävlade för IF Castor.
Hallberg hade svenska rekordet i längd åren 1927 till 1934 samt (delat) 1934 till 1959. Han vann åtta SM-tecken i längd åren 1925 till 1934.
Han utsågs 1928 till Stor grabb nummer 59 i friidrott.

## Längdhoppskarriär
År 1925 vann Hallberg SM i längdhopp, på 6,98.
1926 tog han sitt andra SM-tecken i längd, nu med resultatet 7,10.
Den 21 augusti 1927 förbättrade Hallberg vid SM, som hölls i Stockholm, William Björnemans svenska rekord i längdhopp, från 7,39 till 7,47. Därmed tog han även sitt tredje SM-guld i grenen.
1928 tog Hallberg sitt fjärde raka SM-tecken i längd, nu på 7,19. Den 23 september samma år förbättrade han i Gävle sitt rekord ytterligare, till 7,50. 
Påföljande år, 1929, nådde han den 25 augusti 7,51 i Stockholm. Han tog SM-guld återigen, genom att hoppa 7,32.
Även 1930 vann Hallberg SM-guld i längd, denna gång på 7,26. Han vann även det engelska mästerskapet i längd detta år.
Hallberg vann SM-guld även 1932 på 7,12.
Han förlorade sitt rekord till Erik Svensson 1934 (Svensson hoppade 7,53), men lyckades senare detta år (den 23 september i Göteborg) tangera rekordet. Det skulle sedan dröja ända till 1950-talet innan Torgny Wåhlander först tangerade (1956) och sedan förbättrade rekordet (1959). Hallberg vann sitt sista SM-tecken i längdhopp detta år, med resultatet 6,94.